# Piltene
Piltene är en stad i nordvästra Lettland som ingår i Ventspils kommun och före 2009 års reform i Ventspils distrikt.
Piltene är ett gammalt biskopssäte och var residensstad för furstbiskoparna av Kurland fram till reformationen.

## Källa
Den här artikeln är helt eller delvis baserad på material från Nordisk familjebok, Kurland, 1904–1926.